# Zespół neurologiczny wysokich ciśnień
Zespół neurologiczny wysokich ciśnień (ang. high pressure nervous syndrome - HPNS) – wywołany pobudzeniem centralnego układu nerwowego nurka przez hel pochodzący z mieszaniny oddechowej.
Zespół występuje w trakcie nurkowań głębokich, poniżej 100 m.  Głębokość na jakiej wystąpią objawy zależy od zawartości helu w mieszaninie oddechowej, od prędkości zanurzania (zmniejszenie prędkości zanurzania działa korzystnie) oraz osobniczych cech nurka. Objawy ustępują po zmniejszeniu głębokości nurkowania na taką, przy której zespół nie występuje
Objawy HPNS to: 
- drżenie rąk, ramion lub nawet całego ciała,
- zawroty głowy, nudności,
- wymioty,
- zmniejszenie sprawności psychomotorycznej,
- zaburzenia oddechu.